# Liberdade de panorama

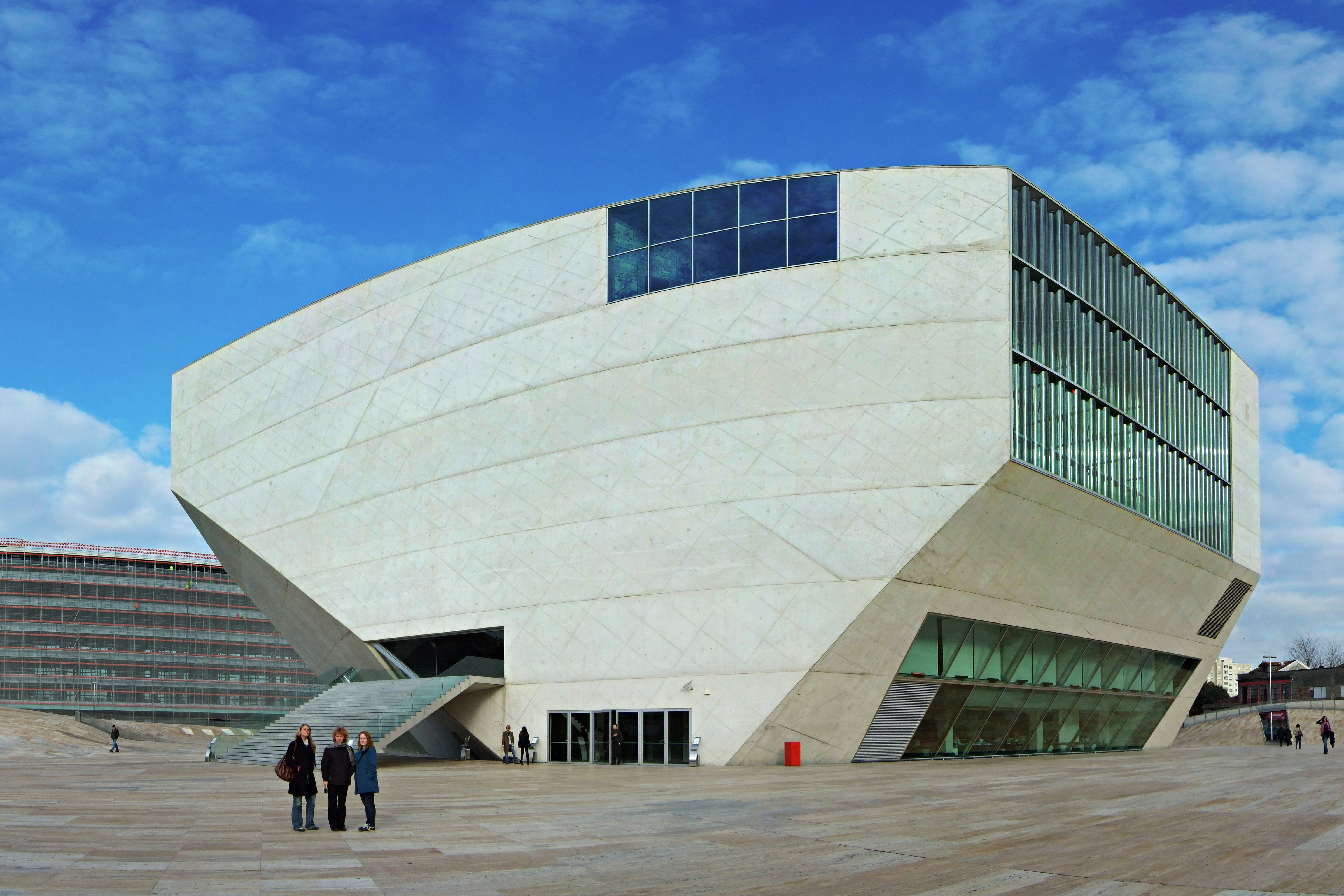
Uma imagem da Casa da Música, no Porto, publicada sob as leis de Liberdade de Panorama portuguesas

Liberdade de panorama, geralmente abreviado pela sua sigla em inglês FOP (Freedom of panorama), é uma provisão das leis de direitos autorais de várias jusridições que permitem a tomada de fotografias, videos, e outras expressões artísticas (como pinturas), de edificios e, em alguns casos, de esculturas e outras obras de arte que estão permanentemente localizadas em lugares públicos, sem infringir os direitos de autor que porventura existem em tais obras, e a publicação de tais imagens. O status de liberdade de panorama limita os autores em casos de violações de direitos autorais nos casos de criação e distribuição de tais imagens. A exceção a essa regra é que  o dono dos direitos autorais tem direito exclusivo de autorizar a criação e distribuição de obras derivadas. O termo é derivado da frase alemã Panoramafreiheit ("panorama liberdade").

## Leis ao redor do mundo

Estado da liberdade de panorama para fins comerciais pelo mundo

Muitos países tem provisões similares que restringem o escopo das leis de direitos autorais para permitir explicitamente a tomada de fotografias em (ou de) espaços públicos. Outros países, no entanto, diferem bastante na sua interpretação do princípio.

### União Europeia

Escopo da Liberdade de Panorama nos países da Europa

Na União Europeia, a Directiva 2001/29/CE propõe que os estados membros tenham uma cláusula sobre a liberdade de panorama em suas leis de direitos autorais, mas não requer que isso seja uma regra.
Na Alemanha, o Panoramafreiheit é definido no artigo 59 da lei alemã Urheberrechtsgesetz. Já no Reino Unido, está definido na seção 62 do Copyright, Designs and Patents Act 1988, e também existe em vários outros países.
Por outro lado, também há países europeus, como a Itália e a Groenlândia, onde não há liberdade de panorama do todo. Na Itália, apesar de vários protestos oficiais  e de uma iniciativa nacional liderada pelo advogado Guido Scorza e pelo jornalista Luca Spinelli, a publicação de fotografias ou reproduções de lugares públicos ainda é proibida, de acordo com as antigas leis de direitos autorais italianas e tornadas ainda mais restritivas por uma lei chamada "Codice Urbani" que declara, entre outras provisões, que para a publicação de imagens de "bens culturais" (todo e qualquer objeto ou lugar artístico/cultural) é obrigatória a permissão do Ministério de Artes e Cultura local, chamado de "Soprintendenza".

### Brasil
No Brasil, a Lei N° 9.610, de 19 de fevereiro de 1998 afirma que:

Art. 48. As obras situadas permanentemente em logradouros públicos podem ser representadas livremente, por meio de pinturas, desenhos, fotografias e procedimentos audiovisuais.

## Obras bidimensionais
A extensão exata das permissões para tomar fotografias em lugares públicos sem ter que se preocupar com as leis de direitos autorais variam de país para país. Na maioria dos países, se aplica apenas a imagens de obras tridimensionais que estão instaladas permanentemente em locais públicos, "permanentemente" geralmente significa "pelo tempo natural da obra".  Na Suíça, imagens de obras bidimensionais como murais e graffiti são permitidas, desde que tais imagens não sejam usadas para o mesmo propósito da obra original.